# Green Lantern
Green Lantern (tạm dịch: Đèn lồng Xanh) là nhân vật siêu anh hùng hư cấu xuất hiện trong truyện tranh Mỹ, được phát hành bởi DC Comics. Họ chiến đấu với cái ác nhờ vào sức mạnh siêu phàm được cung cấp từ chiếc nhẫn.
Nhân vật chiến binh xanh đầu tiên, Alan Scott, được tạo ra vào năm 1940 trong thời kỳ đầu siêu anh hùng phổ biến. Alan Scott thường chiến đấu chống tội phạm ở New York City nhờ vào sức mạnh được cung cấp từ chiếc nhẫn của mình. Các ấn phẩm của nhân vật này bị ngưng vào năm 1949 trong thời kỳ suy thoái của truyện tranh, nhưng nó đã hồi sinh hạn chế trong những thập kỷ sau đó.
Năm 1959, lợi dụng sự bùng nổ của khoa học viễn tưởng, nhân vật chiến binh xanh đã được tái tạo lại dưới tên Hal Jordan, nhân viên của cơ quan thực thi pháp luật giữa các vì sao được biết đến là Green Lantern Corps. Những chiến binh xanh được biết đến gồm Guy Gardner, John Stewart, Kyle Rayner và Simon Baz. Những chiến binh này đã được chuyển thể thành phim ảnh, trò chơi hay những hình ảnh động.